# Brian Head
Brian Head – miasto w Stanach Zjednoczonych, w stanie Utah, w hrabstwie Iron.